# Hagerstown (Maryland)
Hagerstown je město ležící na severozápadě státu Maryland ve Spojených státech amerických. Je to šesté největší město státu Maryland a je součástí aglomerace měst Hagerstown a Martinsburg, která má podle sčítání lidu z roku 2010 269 140 obyvatel. Je to jedna z nejrychleji rostoucích aglomerací ve Spojených státech. V městském centru je více budov postaveno z mramoru, který se v hojném množství nachází v okolí města.

## Historie
Město založil v roce 1762 Jonahan Hager, přistěhovalec z Pensylvánie. Za občanské války utrpělo značné lidské i materiální škody. Ke konci 19. století bylo postaveno více železničních tratí, které město přinesli přezdívku "Hub City" (Město Dopravní uzel).
V průběhu první světové války firma Fairchild Aircraft založila ve městě továrnu na výrobu letadel. Přítomnost této významné firmy byla důvodem další přezdívky města, "Home of the Flying Boxcar". V roce 1984 firma z města odešla a momentálně sídlí v San Antoniu v Texasu. V současné době zůstali ve městě střední a menší firmy, zabývající se výrobou součástek pro letectvo.

## Ekonomika
Haggerstown je historické průmyslové centrum a tuto tradici si uchovává do dnešní doby. Ve městě se vyrábí automobily, letadla, textilní výrobky a nábytek. V současnosti je domovem mnohých moderních firem v sektoru služeb. Okolí města je více zaměřeno na farmaření.

## Partnerská města
- Hagerstown, Indiana, USA
- Wesel, Severní Porýní-Vestfálsko, Německo